# Доун Стейлі
Дон Мішель Стейлі (англ. Dawn Michelle Staley, нар. 4 травня 1970) — американська баскетболістка, гравчиня і тренерка, яка увійшла до Зали слави американського баскетболу. Нині — головна тренерка команди «Південної Кароліни Геймкокс». Виграла три золоті олімпійські медалі у складі збірної США як гравчиня, а пізніше була головною тренеркою ще однієї американської команди, яка здобула золоті медалі. Її було обрано нести прапор США на церемонії відкриття Літніх Олімпійських ігор 2004 року.
Після того, як вона стала розігруючою захисницею Університету Вірджинії під керівництвом Деббі Раян і виграла золоту медаль на літніх Олімпійських іграх 1996 року, вона продовжила професійну кар'єру в Американській баскетбольній лізі та WNBA. У 2011 році вболівальники назвали Стейлі однією з 15 найкращих гравчинь в історії WNBA. У 2012 році Стейлі включено до Зали слави жіночого баскетболу. У 2013 році її обрано до Меморіального залу баскетбольної слави Нейсміта.
Ще бувши гравчинею WNBA, у 2000 році почала тренувати жіночу баскетбольну команду Університету Темпл Temple Owls. За вісім років у Темпл привела команду до шести турнірів NCAA, трьох чемпіонств у регулярному чемпіонаті конференції та чотирьох титулів у турнірі конференції.
7 травня 2008 року її призначили головною тренеркою жіночої баскетбольної команди Університету Південної Кароліни. Стейлі побудувала команду з нуля. У перші шість сезонів на посаді головної тренерки вона щороку покращувала рекорди своєї програми, вигравши чемпіонат Південної Кароліни у 2013—2014 роках. Наприкінці 2014 року її команда вперше посіла перше місце в рейтингу, що зробило її другою людиною, яка одночасно грала і тренувала команду, яка посіла перше місце в рейтингу. Під керівництвом Стейлі Південна Кароліна виграла шість регулярних чемпіонатів SEC, шість турнірних чемпіонатів SEC, вісім «Солодких шістнадцяток», чотири «Фінали чотирьох» та два національні чемпіонати NCAA з жіночого баскетболу.
2 квітня 2020 року стала першою людиною, яка отримала нагороду Нейсміта і як гравчиня, і як тренерка. Також виграла три інші головні національні нагороди «Тренер року» після того, як привела свою команду до 32 перемог у сезоні і зайняла перше місце в обох основних опитуваннях.
З 2017 по 2021 рік була головною тренеркою жіночої національної збірної США, завершивши роботу з ідеальним результатом 45-0, після чого повернулася до Південної Кароліни на повний робочий день. На Олімпійських іграх 2020 року в Токіо здобула свою першу золоту медаль як головна тренерка збірної США і четверту в загальному заліку, вигравши всі шість ігор
.
3 квітня 2022 року Стейлі привела Gamecocks до їхнього другого національного титулу, здобувши перемогу над UConn з рахунком 64–49, завершивши сезон із результатом 35–2 і посівши перше місце в обох основних опитуваннях за весь сезон. Стейлі знову названо лауреатом премії Нейсміта як найкращий тренер країни 2022 року.